# العلاقات النمساوية الموزمبيقية
العلاقات النمساوية الموزمبيقية هي العلاقات الثنائية التي تجمع بين النمسا وموزمبيق.

## مقارنة بين البلدين
هذه مقارنة عامة ومرجعية للدولتين:
| وجه المقارنة                                              | النمسا                                                    | موزمبيق          |
| --------------------------------------------------------- | --------------------------------------------------------- | ---------------- |
| المساحة (كم2)                                             | 83.86 ألف                                                 | 801.59 ألف       |
| عدد السكان (نسمة)                                         | 8.81 مليون                                                | 29.67 مليون      |
| الكثافة السكانية (ن./كم²)                                 | 105.06                                                    | 37.01            |
| العاصمة                                                   | فيينا                                                     | مابوتو           |
| اللغة الرسمية                                             | اللغة الألمانية، لغة الإشارة النمساوية ‏                   | اللغة البرتغالية |
| العملة                                                    | يورو، شلن نمساوي، رايخ مارك، شلن نمساوي                   | متكال موزمبيقي   |
| الناتج المحلي الإجمالي (بليون دولار)                      | 416.60 مليار                                              | 12.33 مليار      |
| الناتج المحلي الإجمالي (تعادل القوة الشرائية) بليون دولار | 426.99 مليار                                              | 33.35 مليار      |
| الناتج المحلي الإجمالي الاسمي للفرد دولار أمريكي          | 43.77 ألف                                                 | 529              |
| الناتج المحلي الإجمالي للفرد دولار أمريكي                 | 47.68 ألف                                                 | 1.13 ألف         |
| مؤشر التنمية البشرية                                      | 0.885                                                     | 0.416            |
| رمز المكالمات الدولي                                      | +43                                                       | +258             |
| رمز الإنترنت                                              | .at                                                       | .mz              |
| المنطقة الزمنية                                           | توقيت وسط أوروبا، ت ع م+01:00، ت ع م+02:00، أوروبا/فيينا ‏ | ت ع م+02:00      |

## منظمات دولية مشتركة
يشترك البلدان في عضوية مجموعة من المنظمات الدولية، منها:
| علم المنظمة | اسم المنظمة                               | تاريخ انضمام النمسا | تاريخ انضمام موزمبيق |
| ----------- | ----------------------------------------- | ------------------- | -------------------- |
|             | الاتحاد البريدي العالمي                   | ?                   | ?                    |
|             | مؤسسة التنمية الدولية                     | 28 يونيو 1961       | 24 سبتمبر 1984       |
|             | منظمة حظر الأسلحة الكيميائية              | ?                   | ?                    |
|             | منظمة التجارة العالمية                    | ?                   | ?                    |
|             | الأمم المتحدة                             | 14 ديسمبر 1955      | 16 سبتمبر 1975       |
|             | وكالة ضمان الاستثمار متعدد الأطراف        | 16 ديسمبر 1997      | 23 نوفمبر 1994       |
|             | منظمة الشرطة الجنائية الدولية             | ?                   | ?                    |
|             | مؤسسة التمويل الدولية                     | 28 سبتمبر 1956      | 24 سبتمبر 1984       |
|             | الاتحاد الدولي للاتصالات                  | 1866                | 4 نوفمبر 1975        |
|             | البنك الدولي للإنشاء والتعمير             | 27 أغسطس 1948       | 24 سبتمبر 1984       |
|             | البنك الإفريقي للتنمية                    | ?                   | ?                    |
|             | المركز الدولي لتسوية المنازعات الاستشارية | 24 يونيو 1971       | 7 يوليو 1995         |
|             | يونسكو                                    | 13 أغسطس 1948       | 11 أكتوبر 1976       |

## وصلات خارجية
- موقع وزارة الخارجية النمساوية
- موقع وزارة الخارجية الموزمبيقية